# Converses del Miliu
El programa Converses del Miliu va ser emès entre 1932 i 1936 per Ràdio Barcelona.
L'emissió de Lliçons de català va comptar amb diversos precedents notables en el panorama radiofònic català. Durant els quatre anys previs a la Guerra Civil espanyola, en temps de la Segona República espanyola, Ràdio Barcelona va produir el programa Converses del Miliu, que no només va ser retransmès per les ones de ràdio, sinó que també es va publicar en fascicles escrits, fet que reafirma l'efecte i la rellevància dels programes dins la societat catalana . Aquest projecte tenia l'objectiu principal de depurar el català d'interferències i divulgar-ne la versió normativa establerta per Pompeu Fabra i l'Institut d'Estudis Catalans.
El programa era protagonitzat pel locutor Josep Torres Vilalta, conegut popularment com a Toresky, qui a més de fer de narrador, interpretava el personatge del Míliu que representava un nen de 8 anys. Un altre col·laborador destacat era el professor Artur Balot, que aportava els seus coneixements lingüístics per enriquir les emissions. Posteriorment, Balot va recopilar aquests diàlegs i els va publicar en el llibre titulat Lliçons de català, convertint així les emissions de Ràdio Barcelona en un recurs de referència per als estudiosos i interessats en el perfeccionament de la llengua catalana.
Aquestes iniciatives de divulgació radiofònica no només van servir per fer arribar la normativa a un públic ampli, sinó que també van contribuir a enfortir el coneixement i la preservació de la llengua catalana en una època de canvis i modernització cultural.